# Canottaggio ai Giochi della XXIX Olimpiade - 4 senza pesi leggeri

## Batterie
Hanno partecipato alle batterie di qualificazione 13 equipaggi, suddivisi in 3 batterie: i primi tre di ogni batteria sono passati direttamente alle semifinali, mentre gli altri hanno effettuato i ripescaggi.
Domenica 10 agosto 2008, ore: 16:00-16:30
| Posizione | Atleta      | Paese                                                                 | Tempo   | Note |
| --------- | ----------- | --------------------------------------------------------------------- | ------- | ---- |
| 1         | Cina        | Huang Zhongming, Wu Chongkui, Zhang Lin e Tian Jun                    | 5:51.30 | SF   |
| 2         | Regno Unito | Richard Chambers, James Lindsay-Fynn, Paul Mattick e James Clarke     | 5:52.38 | SF   |
| 3         | Australia   | Roderick Chisholm, Anthony Edwards, Benjamin Cureton e Todd Skipworth | 5:55.18 | SF   |
| 4         | Paesi Bassi | Gerard van der Linden, Marshall Godschalk, Ivo Snijders e Paul Drewes | 5:57.54 | R    |
| 5         | Egitto      | Mohamed Zidan, Amin Ramadan, Ahmed Gad e Abdel Razek Ibrahim          | 6:11.71 | R    |

| Posizione | Atleta      | Paese                                                                  | Tempo   | Note |
| --------- | ----------- | ---------------------------------------------------------------------- | ------- | ---- |
| 1         | Danimarca   | Thomas Ebert, Morten Jørgensen, Eskild Ebbesen e Mads Kruse Andersen   | 5:50.12 | SF   |
| 2         | Canada      | Iain Brambell, Jon Beare, Mike Lewis e Daniel Parsons                  | 5:52.13 | SF   |
| 3         | Italia      | Jiri Vlcek, Catello Amarante I, Salvatore Amitrano e Bruno Mascarenhas | 5:54.12 | SF   |
| 4         | Stati Uniti | Mike Altman, Will Daly, Pat Todd e Thomas Paradiso                     | 5:56.54 | R    |

| Posizione | Atleta   | Paese                                                                       | Tempo   |    |
| --------- | -------- | --------------------------------------------------------------------------- | ------- | -- |
| 1         | Germania | Bastian Seibt, Jost Schoemann-Finck, Jochen Kuehner e Martin Kuehner        | 5:50.16 | SF |
| 2         | Francia  | Franck Solforosi, Guillaume Raineau, Jean-Christophe Bette e Fabien Tilliet | 5:51.68 | SF |
| 3         | Polonia  | Łukasz Pawłowski, Bartłomiej Pawełczak, Miłosz Bernatajtys e Paweł Rańda    | 5:52.06 | SF |
| 4         | Irlanda  | Cathal Moynihan, Gearoid Towey, Richard Archibald e Paul Griffin            | 5:52.32 | R  |

## Ripescaggi
I primi 3 equipaggi si sono qualificati per le semifinali.
Martedì  12 agosto 2008, ore: 16:40-16:50
| Posizione | Atleta      | Paese                                                                 | Tempo   | Note |
| --------- | ----------- | --------------------------------------------------------------------- | ------- | ---- |
| 1         | Irlanda     | Cathal Moynihan, Gearoid Towey, Richard Archibald e Paul Griffin      | 5:58.69 | SF   |
| 2         | Paesi Bassi | Gerard van der Linden, Marshall Godschalk, Ivo Snijders e Paul Drewes | 6:00.01 | SF   |
| 3         | Stati Uniti | Mike Altman, Will Daly, Pat Todd e Thomas Paradiso                    | 6:00.44 | SF   |
| 4         | Egitto      | Mohamed Zidan, Amin Ramadan, Ahmed Gad e Abdel Razek Ibrahim          | 6:02.37 |      |

## Semifinali
I primi tre equipaggi delle semifinali si sono qualificati per la finale A, gli altri hanno invece disputato la finale B.
Venerdì  15 agosto 2008, ore: 16:10-16:30
| Posizione | Atleta      | Paese                                                                    | Tempo   | Note |
| --------- | ----------- | ------------------------------------------------------------------------ | ------- | ---- |
| 1         | Polonia     | Łukasz Pawłowski, Bartłomiej Pawełczak, Miłosz Bernatajtys e Paweł Rańda | 6:06.60 | FA   |
| 2         | Canada      | Iain Brambell, Jon Beare, Mike Lewis e Daniel Parsons                    | 6:07.86 | FA   |
| 3         | Paesi Bassi | Gerard van der Linden, Marshall Godschalk, Ivo Snijders e Paul Drewes    | 6:08.73 | FA   |
| 4         | Australia   | Roderick Chisholm, Anthony Edwards, Benjamin Cureton e Todd Skipworth    | 6:12.38 | FB   |
| 5         | Cina        | Huang Zhongming, Wu Chongkui, Zhang Lin e Tian Jun                       | 6:12.55 | FB   |
| 6         | Germania    | Bastian Seibt, Jost Schoemann-Finck, Jochen Kuehner e Martin Kuehner     | NP      |      |

| Posizione | Atleta      | Paese                                                                       | Tempo   |    |
| --------- | ----------- | --------------------------------------------------------------------------- | ------- | -- |
| 1         | Danimarca   | Thomas Ebert, Morten Jørgensen, Eskild Ebbesen e Mads Kruse Andersen        | 6:05.75 | FA |
| 2         | Francia     | Franck Solforosi, Guillaume Raineau, Jean-Christophe Bette e Fabien Tilliet | 6:07.26 | FA |
| 3         | Regno Unito | Richard Chambers, James Lindsay-Fynn, Paul Mattick e James Clarke           | 6:08.75 | FA |
| 4         | Irlanda     | Cathal Moynihan, Gearoid Towey, Richard Archibald e Paul Griffin            | 6:13.85 | FB |
| 5         | Italia      | Jiri Vlcek, Catello Amarante I, Salvatore Amitrano e Bruno Mascarenhas      | 6:14.73 | FB |
| 6         | Stati Uniti | Mike Altman, Will Daly, Pat Todd e Thomas Paradiso                          | 6:16.30 | FB |

## Finali

### Finale B
Sabato 16 agosto 2008, ore: 14:50-15:00
| Posizione | Atleta      | Paese                                                                  | Tempo   |
| --------- | ----------- | ---------------------------------------------------------------------- | ------- |
| 1         | Italia      | Jiri Vlcek, Catello Amarante I, Salvatore Amitrano e Bruno Mascarenhas | 6:03.12 |
| 2         | Cina        | Huang Zhongming, Wu Chongkui, Zhang Lin e Tian Jun                     | 6:04.48 |
| 3         | Australia   | Roderick Chisholm, Anthony Edwards, Benjamin Cureton e Todd Skipworth  | 6:05.26 |
| 4         | Irlanda     | Cathal Moynihan, Gearoid Towey, Richard Archibald e Paul Griffin       | 6:06.02 |
| 5         | Stati Uniti | Mike Altman, Will Daly, Pat Todd e Thomas Paradiso                     | 6:07.79 |

### Finale A
Domenica 17 agosto 2008, ore: 16:10-16:20
| Posizione | Atleta      | Paese                                                                       | Tempo   |
| --------- | ----------- | --------------------------------------------------------------------------- | ------- |
|           | Danimarca   | Thomas Ebert, Morten Jørgensen, Eskild Ebbesen e Mads Kruse Andersen        | 5:47.76 |
|           | Polonia     | Łukasz Pawłowski, Bartłomiej Pawełczak, Miłosz Bernatajtys e Paweł Rańda    | 5:49.39 |
|           | Canada      | Iain Brambell, Jon Beare, Mike Lewis e Daniel Parsons                       | 5:50.09 |
| 4         | Francia     | Franck Solforosi, Guillaume Raineau, Jean-Christophe Bette e Fabien Tilliet | 5:51.22 |
| 5         | Regno Unito | Richard Chambers, James Lindsay-Fynn, Paul Mattick e James Clarke           | 5:52.12 |
| 6         | Paesi Bassi | Gerard van der Linden, Marshall Godschalk, Ivo Snijders e Paul Drewes       | 5:54.06 |